# سیامک
سیامک نخستین شاهزاده ایران و دومین اسطوره ایرانی پس از کیومرث در شاهنامه است. سیامک شاهزاده‌ای بود که از بهر رهایش خاندانش و پادشاهی پدر به جنگ فرزند اهریمن، دیو سیاه شتافت و در آن راه جانش را از دست داد. سیامک به معنی «سیاه مو» یا «دارندهٔ موی سیاه» از شخصیتهای اساطیری ایرانیان است. سیامک دو فرزند به نام هوشنگ و 
فراوگ داشت. هوشنگ جد ایرانیان شد.

## دراوستا
در نسک گمگشته چهرداد از سیامک سخن رفته بود. خلاصهٔ این نسک در دینکرت آمده‌است.

## درادبیات پهلوی
در ادبیات پهلوی بر خلاف شاهنامه سیامک فرزند گیومرث نیست بلکه فرزند مشی و مشیانه است. اصولاً چون در منابع پهلوی کیومرث نخستین انسان است و هوشنگ نخستین شاه و از آنجا که شاهی مستلزم وجود رعایا و فرمانبرداران است میان کیومرث و هوشنگ چندین نسل فاصله است. یکی از حلقه‌های این زنجیر (کیومرث تا هوشنگ) سیامک است.

## درشاهنامه

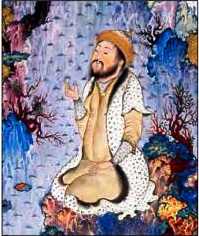
نگاره‌ای از سیامک در شاهنامهٔ تهماسبی

آرامش پادشاهی گیومرث با شوراندن و برانگیختن آهرمن به پایان خود می‌رسد، درخشش و فرّهٔ‌ایزدی کیومرث بانی رشک اهریمن گشت و او تاب محبوبیت روزافزون پادشاهی گیومرث را نداشت؛ بدین انگیزه فرزندش دیو سیاه را که نهادی پلید داشت به جنگ کیومرث برشوراند. کیومرث از نیرنگهای اهریمن و دیو سیاه آگاهی نداشت و سروش‌ها آگهی یورش خزروان‌دیو را به گوش فرزندش رساندند و سیامک با اندک سپاه خویش به جنگ خزوران دیو می‌شتابد که سیامک شکست خورده و کشته می‌شود. پس از کیومرث پادشاهی به هوشنگ پسر سیامک می‌رسد. 
| پسر بد مر او را یکی خوبروی |  | هنرمند و همچون پدر نامجوی   |
| سیامک بدش نام و فرخنده بود |  | کیومرث را دل بدو زنده بود   |
| ....                       |  | .                           |
| سیامک بیامد برهنه تنا      |  | برآویخت با پور آهرمنا       |
| بزد چنگ وارونه دیو سیاه    |  | دوتا اندر آورد بالای شاه    |
| فگند آن تن شاه‌زاده به خاک  |  | به چنگال کردش کمرگاه چاک    |
| سیامک به دست خزوران دیو    |  | تبه گشت و ماند انجمن بی‌خدیو |
| ....                       |  | .                           |
| خجسته سیامک یکی پور داشت   |  | که نزد نیا جای دستور داشت   |
| گرانمایه را نام هوشنگ بود  |  | تو گفتی همه هوش و فرهنگ بود |

به گواهی نوشتارهای کهن، سیامک مبارزی است که در آغاز جوانی به روش غم‌انگیزی از بهر باور به دست ستیزندگان و دشمنان دین (دیوان) کشته شد. همچنین او را باید نخستین پیش‌آهنگ و رهایندهٔ آدمی سوشیانس برشمرد که نام او نماد آرزوی مردمان ستمدیده دربارهٔ فرمان فرمایی دادگری و برابری در جهان است. در آموزه‌های مزدیسنا به‌ویژه در گاثه‌ها سخن از پدیداری رهایش‌دهنده یا رهایش دهندگانی در آینده بنام سئوشیانث‌ها آگهی می‌دهد.

## درتاریخ طبری
طبق تاریخ طبری، سیامک پسر مشی و خواهرش میشان (در منابع زرتشتی مشیانه) بود و سپس سیامک نیز با خواهرش، سیامی، ازدواج کرد و حاصل این زوج پسری به نام افرواک بود که او نیز با خواهرش افری ازدواج کرد و هوشنگ پسر افرواک بود. همچنین بنا به ادعای تاریخ طبری، گروهی از نسب‌شناسان پارسی سیامک را برابر با انوش پسر شیث و نوه آدم می‌دانستند.

## در منابع ایرانی-اسلامی
در اکثر منابع اسلامی نیز میان گیومرث و هوشنگ چندین نسل فاصله است و سیامک جایی در میان این دو.
سیامک نیز همچون کیومرث در داستان‌های ایرانی پس از اسلام مقام بلندی نیافت.
البته، ابوعلی بلعمی در ترجمه تاریخ طبری می‌نویسد: "و او را (کیومرث را) گِل پادشاه خواندندی که از گِل آفریده شد، و جفت او ایلده ، که حوّا خوانند هم خدا از گِل آفرید و جان در تن هر دو اندر یکوقت و یک اندازه کرد." سپس برای پانوشت متن مجلد مربوط به ایرانیان چاپ 1337، از نسخه دیگر برای ایلده آورده شده: "یلده". با توجه به اینکه فرزند دیگر کیومرت و یلده ، سیامک نخستین سوشینث بود و شیث نیز فرزند آدم و حوّا می‌باشند شاید بتوان گفت سیاه‌مک و شیث یکی هستند و تجلّی خورشید حقیقت، البته اگر یلدَه را با فتحه بخوانیم و مرادمان < یلدا > باشد و چنین خوانشی صحیح نیز باشد. 

## سیامک دوم
سیامک دیگری هم در شاهنامه حضور دارد که از پهلوانان توران است و تنها در جنگ دوازده رخ به او اشاره شده‌است. او در نبردی تن‌به‌تن با گرازه پهلوان ایرانی کشته می‌شود. گرازه او را چنان سخت بر زمین می‌زند که استخوانش شکسته و جان می‌سپارد.

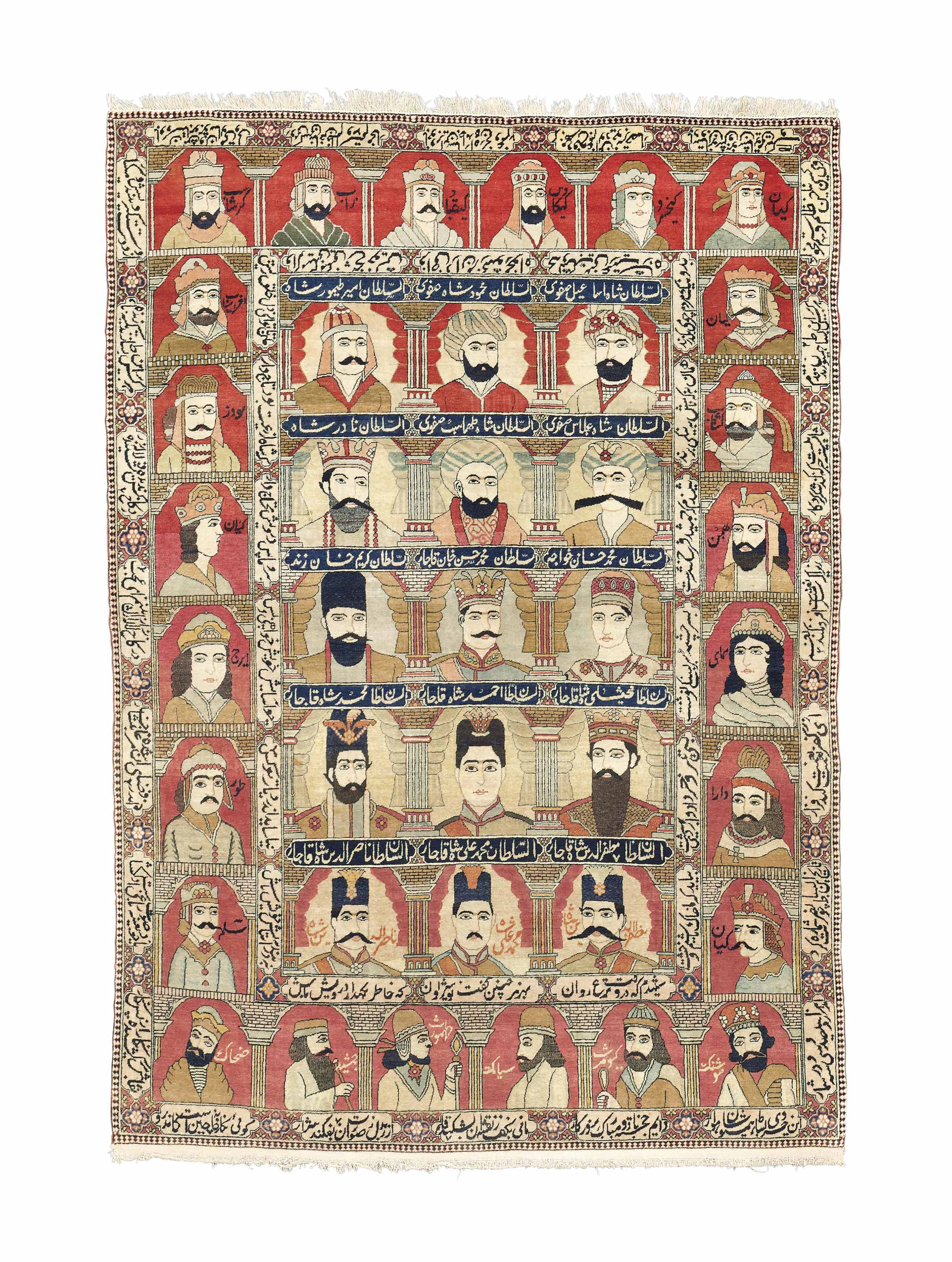
یک فرش کهن کاشانی از دورهٔ قاجاری که دور تا دور آن نقش پادشاهان اسطوره‌ای ایران قرار گرفته‌اند. در میانهٔ آن، نگارهٔ چند تن از شاهان ایران نوین جا داده شده‌است.

| گرازه بزد دست برسان شیر       |  | مر او را چو باد اندر آورد زیر |
| چنان سخت زد بر زمین کاستخوانش |  | شکست و برآمد ز تن نیزه جانش   |
| گرازه هم آنگه ببستش به اسپ    |  | نشست از بر زین چو آذرگشسپ     |
| گرفت آنگه اسپ سیامک به دست    |  | به بالا برآمد به کردار مست    |